# نظرية نيوتن-كارتان
نظرية نيوتن-كارتان أو الجاذبية النيوتونية الهندسية هي إعادة صياغة هندسية، وكذلك تعميم للجاذبية النيوتونية التي تم تقديمها لأول مرة بواسطة إيلي كارتن   وكيرت فريدريشس  وتم تطويرها لاحقًا بواسطة دوتكور،  ديكسون،  دومبروفسكي وهورنفير، إيلرز، هافاس،  كونزل،  لوتيرموسر، تروتمان،  وآخرون. في إعادة الصياغة هذه، يمكن رؤية التشابهات الهيكلية بين نظرية نيوتن ونظرية ألبرت أينشتاين العامة للنسبية بسهولة، وقد استخدمها كارتان وفريدريش لإعطاء صيغة صارمة للطريقة التي يمكن من خلالها النظر إلى الجاذبية النيوتونية على أنها حد معين للنسبية العامة، وبواسطة يورغن إيليرز لتوسيع هذه المراسلات إلى حلول محددة للنسبية العامة.

## الزمكان الكلاسيكي
في نظرية نيوتن-كارتان، يبدأ المرء بمشعب سلس رباعي الأبعاد {\displaystyle M} ويحدد اثنين (المنحل) المقاييس. مقياس زمني {\displaystyle t_{ab}} مع الشارة{\displaystyle (1,0,0,0)}، تستخدم لتعيين أطوال زمنية للمتجهات على {\displaystyle M} ومقياس مكاني {\displaystyle h^{ab}} مع الشارة {\displaystyle (0,1,1,1)}. يتطلب المرء أيضًا أن يفي هذان المقياسان بالشرط العرضي (أو "التعامد") ، {\displaystyle h^{ab}t_{bc}=0} . وهكذا، يعرّف المرء الزمكان الكلاسيكي بأنه رباعي منظم {\displaystyle (M,t_{ab},h^{ab},\nabla )}، حيث {\displaystyle t_{ab}} و {\displaystyle h^{ab}} كما هو موصوف، {\displaystyle \nabla } عامل مشتق متغاير متوافق مع المقاييس؛ وتفي المقاييس بشرط التعامد. يمكن للمرء أن يقول أن الزمكان الكلاسيكي هو نظير الزمكان النسبي {\displaystyle (M,g_{ab})}، حيث {\displaystyle g_{ab}} هو مقياس لورنتزي سلس على المشعب {\displaystyle M}.

## الصيغة الهندسية لمعادلة بواسون
في نظرية نيوتن للجاذبية، تقرأ معادلة بواسون
{\displaystyle \Delta U=4\pi G\rho \,}
حيث {\displaystyle U} هو جهد الجاذبية، {\displaystyle G} هو ثابت الجاذبية و {\displaystyle \rho } هي كثافة الكتلة. يحفز مبدأ التكافؤ الضعيف نسخة هندسية لمعادلة الحركة لجسيم نقطة في الجهد{\displaystyle U}
{\displaystyle m_{t}\,{\ddot {\vec {x}}}=-m_{g}{\vec {\nabla }}U}
حيث {\displaystyle m_{t}} هي كتلة القصور الذاتي {\displaystyle m_{g}} كتلة الجاذبية. منذ ذلك الحين، وفقا لمبدأ التكافؤ الضعيف {\displaystyle m_{t}=m_{g}} معادلة الحركة
{\displaystyle {\ddot {\vec {x}}}=-{\vec {\nabla }}U}
لم يعد يحتوي على إشارة إلى كتلة الجسيم. بعد فكرة أن حل المعادلة هو خاصية انحناء الفضاء، يتم إنشاء اتصال بحيث تكون المعادلة الجيوديسية
{\displaystyle {\frac {d^{2}x^{\lambda }}{ds^{2}}}+\Gamma _{\mu \nu }^{\lambda }{\frac {dx^{\mu }}{ds}}{\frac {dx^{\nu }}{ds}}=0}
يمثل معادلة حركة جسيم نقطة في الجهد {\displaystyle U}. الاتصال الناتج هو
{\displaystyle \Gamma _{\mu \nu }^{\lambda }=\gamma ^{\lambda \rho }U_{,\rho }\Psi _{\mu }\Psi _{\nu }}
مع {\displaystyle \Psi _{\mu }=\delta _{\mu }^{0}} و {\displaystyle \gamma ^{\mu \nu }=\delta _{A}^{\mu }\delta _{B}^{\nu }\delta ^{AB}} ( {\displaystyle A,B=1,2,3} ). تم إنشاء الاتصال في نظام بالقصور الذاتي ولكن يمكن إثبات صلاحيته في أي نظام بالقصور الذاتي من خلال إظهار ثبات {\displaystyle \Psi _{\mu }} و {\displaystyle \gamma ^{\mu \nu }} تحت تحولات جالالي. ثم يتم إعطاء موتر انحناء ريمان في إحداثيات نظام القصور الذاتي لهذا الاتصال من قبل
{\displaystyle R_{\kappa \mu \nu }^{\lambda }=2\gamma ^{\lambda \sigma }U_{,\sigma [\mu }\Psi _{\nu ]}\Psi _{\kappa }}
حيث بين قوسين {\displaystyle A_{[\mu \nu ]}={\frac {1}{2!}}[A_{\mu \nu }-A_{\nu \mu }]} يعني أن المزيج غير المتماثل من الموتر {\displaystyle A_{\mu \nu }}. يتم إعطاء موتر ريتشي من قبل
{\displaystyle R_{\kappa \nu }=\Delta U\Psi _{\kappa }\Psi _{\nu }\,}
مما يؤدي إلى اتباع الصيغة الهندسية لمعادلة بواسون
{\displaystyle R_{\mu \nu }=4\pi G\rho \Psi _{\mu }\Psi _{\nu }}
بشكل أكثر وضوحًا، إذا كانت المؤشرات الرومانية i و j تتراوح بين الإحداثيات المكانية 1 ، 2 ، 3 ، فإن الاتصال يتم من خلال
{\displaystyle \Gamma _{00}^{i}=U_{,i}}
موتر انحناء ريمان
{\displaystyle R_{0j0}^{i}=-R_{00j}^{i}=U_{,ij}}
و موتر ريتشي وريتشي العددية بواسطة
{\displaystyle R=R_{00}=\Delta U}
حيث جميع المكونات غير المدرجة تساوي الصفر.
لاحظ أن هذه الصيغة لا تتطلب إدخال مفهوم المقياس: فالوصلة وحدها تعطي كل المعلومات المادية.

## رفع بارجمان
وقد تبين أن نظرية الجاذبية رباعية الأبعاد لنيوتن-كارتان يمكن إعادة صياغتها على أنها تخفيض كلوزا-كلاين لجاذبية أينشتاين خماسية الأبعاد على طول اتجاه يشبه الصفر.  يعتبر هذا الرفع مفيدًا للنماذج الثلاثية الأبعاد غير النسبية. 

## فهرس
- Cartan، Élie (1923)، "Sur les variétés à connexion affine et la théorie de la relativité généralisée (Première partie)" (PDF)، Annales Scientifiques de l'École Normale Supérieure، ج. 40، ص. 325، DOI:10.24033/asens.751
- Cartan، Élie (1924)، "Sur les variétés à connexion affine, et la théorie de la relativité généralisée (Première partie) (Suite)" (PDF)، Annales Scientifiques de l'École Normale Supérieure، ج. 41، ص. 1، DOI:10.24033/asens.753
- Cartan، Élie (1955)، Œuvres complètes، Gauthier-Villars، ج. III/1، ص. 659, 799
- Renn؛ Schemmel، Matthias، المحررون (2007)، The Genesis of General Relativity، Springer، ج. 4، ص. 1107–1129 (الترجمة الإنجليزية لـ Ann. Sci. Éc. Norm. Supér. # 40 paper)
- الفصل الأول من Ehlers، Jürgen (1973)، "Survey of general relativity theory"، في Israel (المحرر)، Relativity, Astrophysics and Cosmology، D. Reidel، ص. 1–125، ISBN:90-277-0369-8  Ehlers، Jürgen (1973)، "Survey of general relativity theory"، في Israel (المحرر)، Relativity, Astrophysics and Cosmology، D. Reidel، ص. 1–125، ISBN:90-277-0369-8